# مطلع الفجر
مطلع الفجر -بكسر اللام- زمن طلوع الفجر، وله أهمية عند المسلمين، باعتبار: أنه يتعلق به وقت العبادة، وأهمها: صلاة الفجر والصوم، حيث يدخل وقتهما بطلوع الفجر الصادق، أو: (الفجر الثاني)، وهو آخر وقت ليلة الصيام، وينتهي بطلوعه زمن ليلة القدر، قال الله تعالى: ﴿سلام هي حتى مطلع الفجر﴾، كما أن هناك فجر قبله يسمى: الفجر الأول.

## في اللغة
«الفجر: ضوء الصباح وهو حمرة الشمس في سواد الليل، وهما فجران: أحدهما المستطيل وهو الكاذب الذي يسمى ذنب السرحان، والآخر المستطير وهو الصادق المنتشر في الأفق الذي يحرم الأكل والشرب على الصائم ولا يكون الصبح إلا الصادق. قال الجوهري: الفجر في آخر الليل كالشفق في أوله. قال ابن سيده: وقد انفجر الصبح وتفجر وانفجر عنه الليل. وأفجروا: دخلوا في الفجر كما تقول: أصبحنا من الصبح؛ وأنشد الفارسي: 
وفي كلام بعضهم: كنت أحل إذا أسحرت، وأرحل إذا أفجرت. وفي الحديث: أعرس إذا أفجرت وأرتحل إذا أسفرت أي أنزل للنوم والتعريس إذا قربت من الفجر وأرتحل إذا أضاء. قال ابن السكيت: أنت مفجر من ذلك الوقت إلى أن تطلع الشمس. وحكى الفارسي: طريق فجر واضح.
وانفجر الماء والدم ونحوهما من السيال وتفجر: انبعث سائلا.»

## الفجر الأول
الفجر الأول وكان العرب يسمونه: (الفجر الكاذب)

## الفجر الثاني
الفجر الثاني أو الفجر الصادق اسم لبداية وقت النهار، أو هو بياض النهار الذي يبدأ طلوعه بعد انتهاء ظلام الليل، وعلامته أن يبدأ ظهور بياضه مختلطا بسواد الليل ثم ينتشر بياضه حتى يضيء منه الأفق، ولا تعقبه ظلمة. سمي: فجراً لتفجر بياضه بانتشار الضوء. والفجر الثاني هو: الفجر الصادق الذي يبدأ ظهوره عقب الفجر الأول، ويسمى الفجر الأول: فجراً كاذبا؛ لأنه يظهر مستطيلا مثل ذنب السرحان، ثم يتلاشى بياضه وتعقبه ظلمة. بخلاف الفجر الصادق فإنه ينتشر منه الضوء في الأفق، يسمى: صادقاً؛ لصدق ظهوره معلنا نهاية الليل. وبداية طلوع الفجر الثاني: يكون بياضا يسيراً، يبدأ ظهوره بعد ظلمة الليل، ويستمر بعد طلوعه: اتضاح النهار شيئا فشيئاً.
قال الطبري: «وقال متأولو قول الله تعالى ذكره: "حتى يتبين لكم الخيط الأبيض من الخيط الأسود من الفجر": أنه بياض النهار وسواد الليل، صفة ذلك البياض أن يكون منتشرا مستفيضا في السماء يملأ بياضه وضوءه الطرق، فأما الضوء الساطع في السماء فإن ذلك غير الذي عناه الله بقوله: "الخيط الأبيض من الخيط الأسود"». وذكر بسنده: «عن أبي مجلز: الضوء الساطع في السماء ليس بالصبح، ولكن ذاك الصبح الكذاب، إنما الصبح إذا انفضح الأفق».
وطلوع الفجر الثاني هو الوقت الذي يدخل به أول وقت صلاة الفجر، وأول وقت الإمساك للصائم.
عن ابن عباس يقول: هما فجران: فأما الذي يسطع في السماء فليس يحل ولا يحرم شيئا، ولكن الفجر الذي يستبين على رؤوس الجبال هو الذي يحرم الشراب.
عن محمد بن عبد الرحمن بن ثوبان قال: «الفجر فجران، فالذي كأنه ذنب السرحان لا يحرم شيئا، وأما المستطير الذي يأخذ الأفق فإنه يحل الصلاة ويحرم الصوم».
عن سمرة بن جندب قال: قال رسول الله ﷺ : «لا يمنعكم من سحوركم أذان بلال ولا الفجر المستطيل، ولكن الفجر المستطير في الأفق».
عن سوادة قال: سمعت سمرة بن جندب يذكر عن النبي ﷺ أنه سمعه وهو يقول: «لا يغرنكم نداء بلال ولا هذا البياض حتى يبدو الفجر وينفجر».
«عن سمرة بن جندب قال: قال رسول الله ﷺ : "لا يمنعكم من سحوركم أذان بلال ولا الفجر المستطيل، ولكن الفجر المستطير في الأفق". وفي رواية: "لا يغرنكم نداء بلال ولا هذا البياض حتى يبدو الفجر وينفجر".»
«قال بلال: "أتيت النبي ﷺ  أوذنه بالصلاة وهو يريد الصوم، فدعا بإناء فشرب، ثم ناولني فشربت، ثم خرج إلى الصلاة.»

## أذان الفجر
«حدثنا عبيد بن إسماعيل عن أبي أسامة عن عبيد الله عن نافع عن ابن عمر والقاسم ابن محمد عن عائشة رضي الله عنها أن بلالا كان يؤذن بليل فقال رسول الله ﷺ  «كلوا واشربوا حتى يؤذن ابن أم مكتوم فإنه لا يؤذن حتى يطلع الفجر» قال القاسم: ولم يكن بين أذانهما إلا أن يرقى ذا وينزل ذا.»

### قدر ما بين السحور وصلاة الفجر
«عن أنس عن زيد بن ثابت رضي الله عنه قال تسحرنا مع النبي ﷺ  ثم قام إلى الصلاة قلت كم كان بين الأذان والسحور قال قدر خمسين آية»

## الفجر الثاني
الفجر الثاني أو الفجر الصادق اسم لبداية وقت النهار، أو هو بياض النهار الذي يبدء طلوعه بعد انتهاء ظلام الليل، وعلامته أن يبدء ظهور بياضه مختلطا بسواد الليل ثم ينتشر بياضه حتى يضيئ منه الأفق، ولا تعقبه ظلمة. سمي: فجراً لتفجر بياضه بانتشار الضوء. والفجر الثاني هو: الفجر الصادق الذي يبدء ظهوره عقب الفجر الأول، ويسمى الفجر الأول: فجراً كاذبا؛ لأنه يظهر مستطيلا مثل ذنب السرحان، ثم يتلاشى بياضه وتعقبه ظلمة. بخلاف الفجر الصادق فإنه ينتشر منه الضوء في الأفق، يسمى: صادقاً؛ لصدق ظهوره معلنا نهاية الليل. وبداية طلوع الفجر الثاني: يكون بياضا يسيراً، يبدء ظهوره بعد ظلمة الليل، ويستمر بعد طلوعه: اتضاح النهار شيئا فشيئاً.
قال الطبري: «وقال متأولو قول الله تعالى ذكره: "حتى يتبين لكم الخيط الأبيض من الخيط الأسود من الفجر": أنه بياض النهار وسواد الليل، صفة ذلك البياض أن يكون منتشرا مستفيضا في السماء يملأ بياضه وضوءه الطرق، فأما الضوء الساطع في السماء فإن ذلك غير الذي عناه الله بقوله: "الخيط الأبيض من الخيط الأسود"». وذكر بسنده: «عن أبي مجلز: الضوء الساطع في السماء ليس بالصبح، ولكن ذاك الصبح الكذاب، إنما الصبح إذا انفضح الأفق».
وطلوع الفجر الثاني هو الوقت الذي يدخل به أول وقت صلاة الفجر، وأول وقت الإمساك للصائم.
عن ابن عباس يقول: هما فجران: فأما الذي يسطع في السماء فليس يحل ولا يحرم شيئا، ولكن الفجر الذي يستبين على رؤوس الجبال هو الذي يحرم الشراب.
```
عن محمد بن عبد الرحمن بن ثوبان قال: «الفجر فجران، فالذي كأنه ذنب السرحان لا يحرم شيئا، وأما المستطير الذي يأخذ الأفق فإنه يحل الصلاة ويحرم الصوم».
```

عن سمرة بن جندب قال: قال رسول الله ﷺ : «لا يمنعكم من سحوركم أذان بلال ولا الفجر المستطيل، ولكن الفجر المستطير في الأفق».
عن سوادة قال: سمعت سمرة بن جندب يذكر عن النبي ﷺ أنه سمعه وهو يقول: «لا يغرنكم نداء بلال ولا هذا البياض حتى يبدو الفجر وينفجر».